# Buciły
Buciły (biał. Буцілы, Buciły; ros. Бутилы, Butiły) – wieś na Białorusi, w obwodzie grodzieńskim, w rejonie lidzkim, w sielsowiecie Bielica.

## Historia
W XIX i w początkach XX w. wieś nosiła nazwę Bucile. Położona była wówczas w Rosji, w guberni wileńskiej, w powiecie lidzkim, w gminie Bielica. Należała do dóbr Andrusowszczyzna książąt Wittgensteinów.
W dwudziestoleciu międzywojennym Buciły leżały w Polsce, w województwie nowogródzkim, w powiecie szczuczyńskim (od 29 maja 1929, wcześniej w powiecie lidzkim), w gminie Żołudek. W 1921 miejscowość liczyła 591 mieszkańców, zamieszkałych w 96 budynkach, w tym 567 Polaków i 24 Białorusinów. 520 mieszkańców było wyznania rzymskokatolickiego i 71 prawosławnego.
W 1943 doszło tu do rabunków i podpaleń ze strony komunistycznych partyzantów. Rozprawiano się także z osobami współpracującymi z polskimi partyzantami. 19 listopada 1943 sowiecka partyzantka zaatakowała we wsi pluton Armii Krajowej Jana Wasiewicza „Lwa”, który przybył w celu ochrony mieszkańców wsi. Po ok. 40 minutach Polacy zostali zmuszeni do wycofania się.
Po II wojnie światowej w granicach Związku Sowieckiego. Od 1991 w niepodległej Białorusi.
Urodził się tu cichociemny mjr Adolf Łojkiewicz.